# Réservoir de Cercey
Le réservoir de Cercey est situé dans l'Auxois à 382 m d'altitude en Côte-d'Or près du village de Cercey sur la commune de Thoisy-le-Désert.

## Géographie
D'une superficie d'environ 60 hectares variant avec la hauteur d'eau, le lac est à l'ouest du village de Cercey, desservi par des voies communales au nord et à l'est. Son émissaire vers le canal de Bourgogne est la rigole de Cercey. L'Armançon, naissante, coule à environ 500 m à l'est et l'autoroute du soleil A6 passe à moins d'un kilomètre à vol d'oiseau au nord-est.

## Histoire

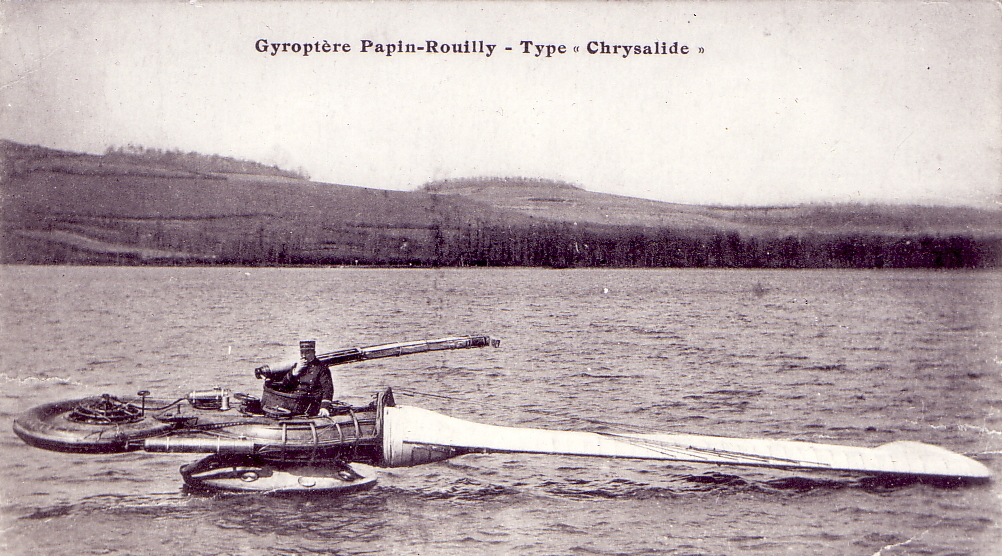
Le gyroptère Papin-Rouilly sur l'eau

Il s'agit d'un lac artificiel de 2,6 millions de m3 achevé en 1836 et renforcé en 1868-1869 pour alimenter le canal de Bourgogne qui relie la Saône à l’Yonne. C'est une propriété de l'État dont la gestion est déléguée à l’établissement public Voies navigables de France.
Le réservoir dissimule des restes d'un vieux pont, d'une villa gallo-romaine et d'une voie romaine pavée en épis.
Alphonse Papin et Didier Rouilly ont effectué vainement sur le réservoir de Cercey le 31 mars 1915 les essais d’envol d’un ancêtre de l’hélicoptère, le gyroptère.  Inspirée de la chute tournoyante des samares, une seule pale rotative de 17 mètres de long caractérise l'engin : elle est entraînée par un jet d’air comprimé à l’extrémité de la pale, produit par un moteur rotatif de 80 ch entraînant un compresseur. Le moteur servait également de contrepoids à la lame. Le pilote était assis au centre de gravité dans une petite nacelle stabilisée par rapport à la rotation de la lame par un second jet d’air comprimé.

## Activités

### Alimentation du canal de Bourgogne
Le réservoir est alimenté par la rigole de Thorey longue de 17,790 km, l'eau est retenue par une digue en terre d'un kilomètre dont la hauteur de retenue est de 12,30 m. L'eau du réservoir est délivrée au canal dans le bassin du port de Pouilly-en-Auxois par une rigole de 4,2 km qui franchit la route de Thoisy à Cercey par un passage supérieur.

### Randonnée
Un sentier pédagogique fait le tour du lac avec douze pupitres relatifs à la faune, à la flore et au fonctionnement hydraulique du réservoir.

### Pêche
Le lac est peuplé de brochets, sandres, gardons, tanches, perches et carpes. 
L'utilisation d'embarcations à moteur thermique et le camping y sont interdits.

## Environnement
217 espèces de  plantes et 185 espèces d'oiseaux y ont été observées, le site se trouve dans la zone naturelle d’intérêt écologique, faunistique et floristique (ZNIEFF) de  type 1 concernant Réservoir, bocage et bois de Cercey et Châtellenot. C'est aussi un Espace naturel sensible depuis le 11 mai 2020 dans le cadre d'un partenariat entre Voies navigables de France, le département de la Côte-d’Or, la Ligue pour la protection des oiseaux et l’agence de l’eau Seine-Normandie.
Le réservoir est également inclus dans la vaste ZNIEFF continentale de type 2 de l'« Auxois »13, qui inclut 22 ZNIEFF plus petites et 14 sites classés ou inscrits au titre de la loi sur les paysages de 1930. Les 72 708,12 hectares de la ZNIEFF sur 78 communes forment un ensemble d'environ 60 km nord-sud sur 27 km est-ouest, géographiquement centré sur Uncey-le-Franc, le tout s'étageant de 241 à 598 m d'altitude. Son couvert végétal est fait de prairies bocagères avec cours d'eau et plans d'eau en fond de vallées, de bois sur les plateaux et les coteaux, et essentiellement sur les plateaux, de quelques cultures.